# Giovanni X di Holstein-Gottorp

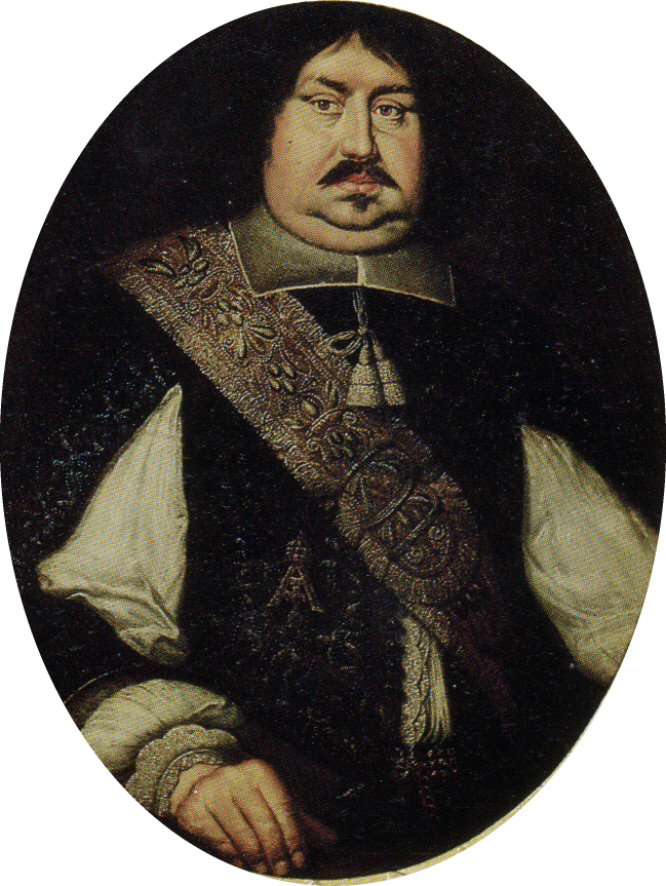
Giovanni X di Holstein-Gottorp.

Giovanni X di Holstein-Gottorp, detto il Vescovo Hans (Castello di Gottorp, 18 marzo 1606 – Eutin, 21 febbraio 1655), fu Principe di Eutin e Principe-Vescovo di Lubecca.

## Famiglia d’origine
Giovanni era figlio del Duca Giovanni Adolfo di Holstein-Gottorp e nipote del precedente Vescovo di Lubecca Giovanni Federico di Holstein-Gottorp, deceduto nel 1634.
Giovanni X fu il primo Principe-Vescovo di Lubecca a prendere residenza al castello di Eutin, che estese e ristrutturò notevolmente. Egli tentò inoltre di attirare presso di sé scienziati ed artisti di modo da promuovere lo sviluppo economico del principato; ad ogni modo il suo periodo di governo venne reso infelice dallo scoppio della peste negli anni 1638 e 1639, mentre la Guerra dei Trent'anni già devastava l'area. Eutin venne attaccata nel 1638/39 e nel 1643 dalle truppe danesi, mentre nel dicembre del 1643 venne assaltata dalla cavalleria svedese.
Durante i negoziati della Pace di Vestfalia, il potere temporale dei Vescovi di Lubecca venne seriamente messo in pericolo, in quanto la strategicità della zona la rendeva facilmente appetibile dalle potenze che andavano accordandosi per una pace duratura e per questo Giovanni X rischiava di essere privato dei propri possedimenti, pur con un corrispettivo indennizzo in terre e denaro.
Ad ogni modo i buoni negoziati che riuscì ad intessere e le ottime relazioni internazionali, riuscirono a far valere le sue posizioni a discapito dei suoi nemici, conservando il principato alla famiglia di Holstein-Gottorp ancora per i successivi 150 anni.

## Discendenza
Giovanni sposò il 7 maggio 1640 la principessa Giulia Felicita di Württemberg-Weiltingen. Il matrimonio, che fruttò quattro eredi, fu ad ogni modo infelice. Già dal 1648 si parlava di una possibile separazione che venne completata con un divorzio ufficializzato nel 1653. Giovanni X non si risposò.
- Cristina Augusta Sabina (4 giugno 1642 – 20 maggio 1650)
- Giulio Adolfo Federico (2 ottobre 1643 – 3 gennaio 1644)
- Giovanni Giulio Federico (17 febbraio 1646 – 22 maggio 1647)
- Giovanni Augusto (3 agosto  1647 – 29 gennaio 1686)

## Ascendenza
|                                     |                            |                                   | Genitori                           |  |  | Nonni |  |  | Bisnonni                |  |  | Trisnonni                |  |
|                                     |                            |                                   |                                    |  |  |       |  |  | Federico I di Danimarca |  |  | Cristiano I di Danimarca |  |
|                                     |                            |                                   |                                    |  |  |       |  |  | Federico I di Danimarca |  |  | Cristiano I di Danimarca |  |
|                                     |                            | Dorotea di Brandeburgo            |                                    |  |  |       |  |  | Federico I di Danimarca |  |  |                          |  |
| Adolfo di Holstein-Gottorp          |                            |                                   |                                    |  |  |       |  |  | Federico I di Danimarca |  |  |                          |  |
|                                     |                            | Sofia di Pomerania                | Boghislao X di Pomerania           |  |  |       |  |  |                         |  |  |                          |  |
|                                     |                            | Sofia di Pomerania                | Boghislao X di Pomerania           |  |  |       |  |  |                         |  |  |                          |  |
|                                     |                            | Sofia di Pomerania                | Anna Jagellona (1476-1503)         |  |  |       |  |  |                         |  |  |                          |  |
| Giovanni Adolfo di Holstein-Gottorp |                            | Sofia di Pomerania                |                                    |  |  |       |  |  |                         |  |  |                          |  |
|                                     |                            | Filippo I d'Assia                 | Guglielmo II d'Assia               |  |  |       |  |  |                         |  |  |                          |  |
|                                     |                            | Filippo I d'Assia                 | Guglielmo II d'Assia               |  |  |       |  |  |                         |  |  |                          |  |
|                                     |                            | Filippo I d'Assia                 | Anna di Meclemburgo-Schwerin       |  |  |       |  |  |                         |  |  |                          |  |
| Cristina d'Assia                    |                            | Filippo I d'Assia                 |                                    |  |  |       |  |  |                         |  |  |                          |  |
|                                     |                            | Cristina di Sassonia              | Ernesto di Sassonia                |  |  |       |  |  |                         |  |  |                          |  |
|                                     |                            | Cristina di Sassonia              | Ernesto di Sassonia                |  |  |       |  |  |                         |  |  |                          |  |
|                                     |                            | Cristina di Sassonia              | Elisabetta di Baviera (1443-1484)  |  |  |       |  |  |                         |  |  |                          |  |
| Giovanni X di Holstein-Gottorp      |                            | Cristina di Sassonia              |                                    |  |  |       |  |  |                         |  |  |                          |  |
|                                     | Cristiano III di Danimarca | Federico I di Danimarca           |                                    |  |  |       |  |  |                         |  |  |                          |  |
|                                     | Cristiano III di Danimarca | Federico I di Danimarca           |                                    |  |  |       |  |  |                         |  |  |                          |  |
|                                     | Cristiano III di Danimarca | Anna del Brandeburgo              |                                    |  |  |       |  |  |                         |  |  |                          |  |
| Federico II di Danimarca            | Cristiano III di Danimarca |                                   |                                    |  |  |       |  |  |                         |  |  |                          |  |
|                                     |                            | Dorotea di Sassonia-Lauenburg     | Magnus I di Sassonia-Lauenburg     |  |  |       |  |  |                         |  |  |                          |  |
|                                     |                            | Dorotea di Sassonia-Lauenburg     | Magnus I di Sassonia-Lauenburg     |  |  |       |  |  |                         |  |  |                          |  |
|                                     |                            | Dorotea di Sassonia-Lauenburg     | Caterina di Braunschweig-Lüneburg  |  |  |       |  |  |                         |  |  |                          |  |
| Augusta di Danimarca                |                            | Dorotea di Sassonia-Lauenburg     |                                    |  |  |       |  |  |                         |  |  |                          |  |
|                                     |                            | Ulrico III di Meclemburgo-Güstrow | Alberto VII di Meclemburgo-Güstrow |  |  |       |  |  |                         |  |  |                          |  |
|                                     |                            | Ulrico III di Meclemburgo-Güstrow | Alberto VII di Meclemburgo-Güstrow |  |  |       |  |  |                         |  |  |                          |  |
|                                     |                            | Ulrico III di Meclemburgo-Güstrow | Anna di Brandeburgo                |  |  |       |  |  |                         |  |  |                          |  |
| Sofia di Meclemburgo-Güstrow        |                            | Ulrico III di Meclemburgo-Güstrow |                                    |  |  |       |  |  |                         |  |  |                          |  |
|                                     |                            | Elisabetta di Danimarca           | Federico I di Danimarca            |  |  |       |  |  |                         |  |  |                          |  |
|                                     |                            | Elisabetta di Danimarca           | Federico I di Danimarca            |  |  |       |  |  |                         |  |  |                          |  |
|                                     |                            | Elisabetta di Danimarca           | Sofia di Pomerania                 |  |  |       |  |  |                         |  |  |                          |  |
|                                     |                            | Elisabetta di Danimarca           |                                    |  |  |       |  |  |                         |  |  |                          |  |